# Muhàmmad al-Murtada li-Din Al·là
Abu-l-Qàssim Muhàmmad al-Murtada li-din-Al·lah (àrab: أبو القاسم محمد المرتضى-لدين الله, Abū l-Qāsim Muḥammad al-Murtaḍà li-dīn Allāh) (?-922, Sa'dah) fou imam zaidita ràssida del Iemen al segle ix, fill i successor de Yahya al-Hadi ila-l-Haqq ibn al-Hussayn.
El seu pare, que vivia a l'Hijaz, fou convidat a Sa'dah (al nord del Iemen) per posar ordre a la regió i establir un imamat; amb ell viatjava Muhammad el 897. A partir del 898 Muhammad comença a destacar en l'expansió militar de l'imamat i també com a poeta, religiós i administrador. A la regió de Sanà va participar en la lluita contra els yufírides, rebels locals partidaris del califa abbàssida. El juny del 903 els yafírides van fer presoner a Muhammad i va restar empresonat fins al 904. A partir del 906 la lluita es va centrar contra els Ali ibn al-Fadl, el més jove dels dos daïs ismaïlites fatimites que operaven al Iemen feia vint-i-cinc anys però no s'havien estès al Iemen central fins a partir del 904.
El seu pare va morir el 19 d'agost del 911 i Muhammad el va succeir per elecció deu dies després amb el títol d'al-Murtada li-Din Allah. Però decebut perquè els seus partidaris no abandonaven la relaxació de les normes morals, va abdicar vers el juliol del 912 i finalment fou elegit al seu lloc el seu germà Ahmad al-Nasir li-Din Allah (setembre del 913).
Muhammad va morir a Sa'dah el maig del 922, deixant escrites unes vint-i-vuit obres religioses.